# Antagonista irreversível
Um antagonista irreversível é um tipo de antagonista que se liga permanentemente a um receptor, seja pela formação de uma ligação covalente ao sitio ligante ou, alternativamente, pela alta afinidade de ligação na qual a taxa de dissociação é efetivamente zero durante períodos de tempo relevantes. Isso desativa permanentemente o receptor e geralmente é seguido por uma internalização (endocitose mediada por receptores) rápida e translocação da proteína receptora, que é inativada. Inibidores enzimáticos irreversíveis que agem de forma semelhante e são usados clinicamente incluem aspirina, omeprazol e os inibidores da monoamina oxidase (IMAO).